# Ilex truxillensis
Ilex truxillensis är en järneksväxtart som beskrevs av Porphir Kiril Nicolai Stepanowitsch Turczaninow. Ilex truxillensis ingår i släktet järnekar, och familjen järneksväxter. Utöver nominatformen finns också underarten I. t. bullatissima.